# آمپوروفورو (توآماسینا)
آمپوروفورو (به لاتین: Amporoforo) یک منطقهٔ مسکونی در ماداگاسکار است که در آتسینانانا واقع شده‌است. آمپوروفورو ۵٬۷۶۹ نفر جمعیت دارد و ۲۲۹ متر بالاتر از سطح دریا واقع شده‌است.